# Беркутово (Кугарчинський район)
Бе́ркутово (рос. Беркутово, башк. Бөркөт) — присілок у складі Кугарчинського району Башкортостану, Росія. Входить до складу Максютовської сільської ради.
Населення — 11 осіб (2010; 23 в 2002).
Національний склад:
- росіяни — 52%